# Infovide-Matrix
Infovide-Matrix S.A. – polskie przedsiębiorstwo oferujące rozwiązania IT i usługi doradcze (Consulting & Solutions Implementation).
Spółka Infovide-Matrix powstała w efekcie połączenia dwóch przedsiębiorstw IT: Infovide S.A. oraz Matrix.pl S.A.
W 2007 roku Grupa Kapitałowa Infovide-Matrix przejęła 53,26% udziałów spółki CTPartners, lidera polskiego rynku szkoleń i doradztwa z zakresu najlepszych praktyk w zarządzaniu IT ITIL. Od 2008 roku do Infovide-Matrix dołączyła DahliaMatic Sp. z o.o. specjalizująca się we wdrożeniach aplikacji Oracle, zorientowanych na wsparcie zarządzania przedsiębiorstw komercyjnych oraz sektora administracji państwowej. Od stycznia 2007 Infovide-Matrix S.A. jest notowana na Giełdzie Papierów Wartościowych w Warszawie.
Przychody ogółem w 2012 roku wyniosły 127,504 mln zł, a zatrudnienie 456 osób.
W 2015 r. Asseco Poland sfinalizowało przejęcie Infovide-Matrix i tym samym posiada 12,476 mln akcji Infovide, stanowiących 100% udziału w kapitale zakładowym i ogólnej liczby głosów.